# Szalvárkamíz

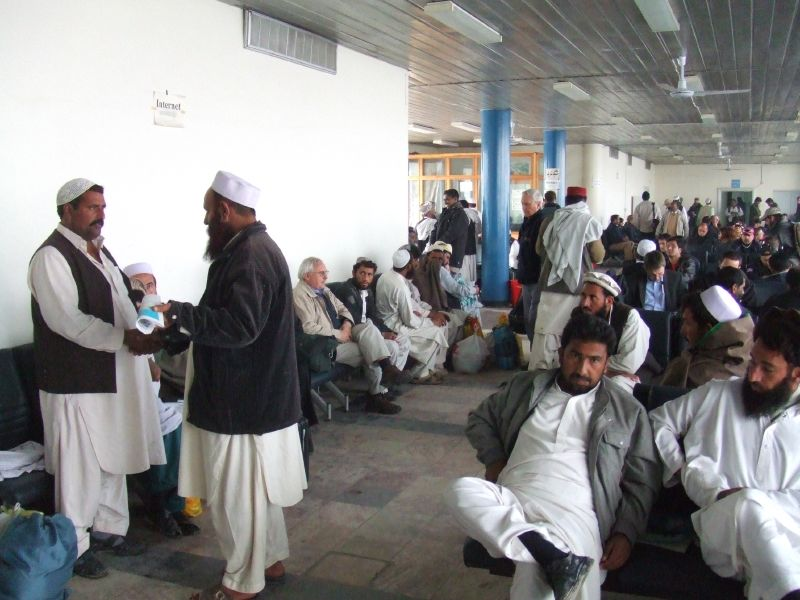
Szalvár-kamízt viselő kabuli férfiak

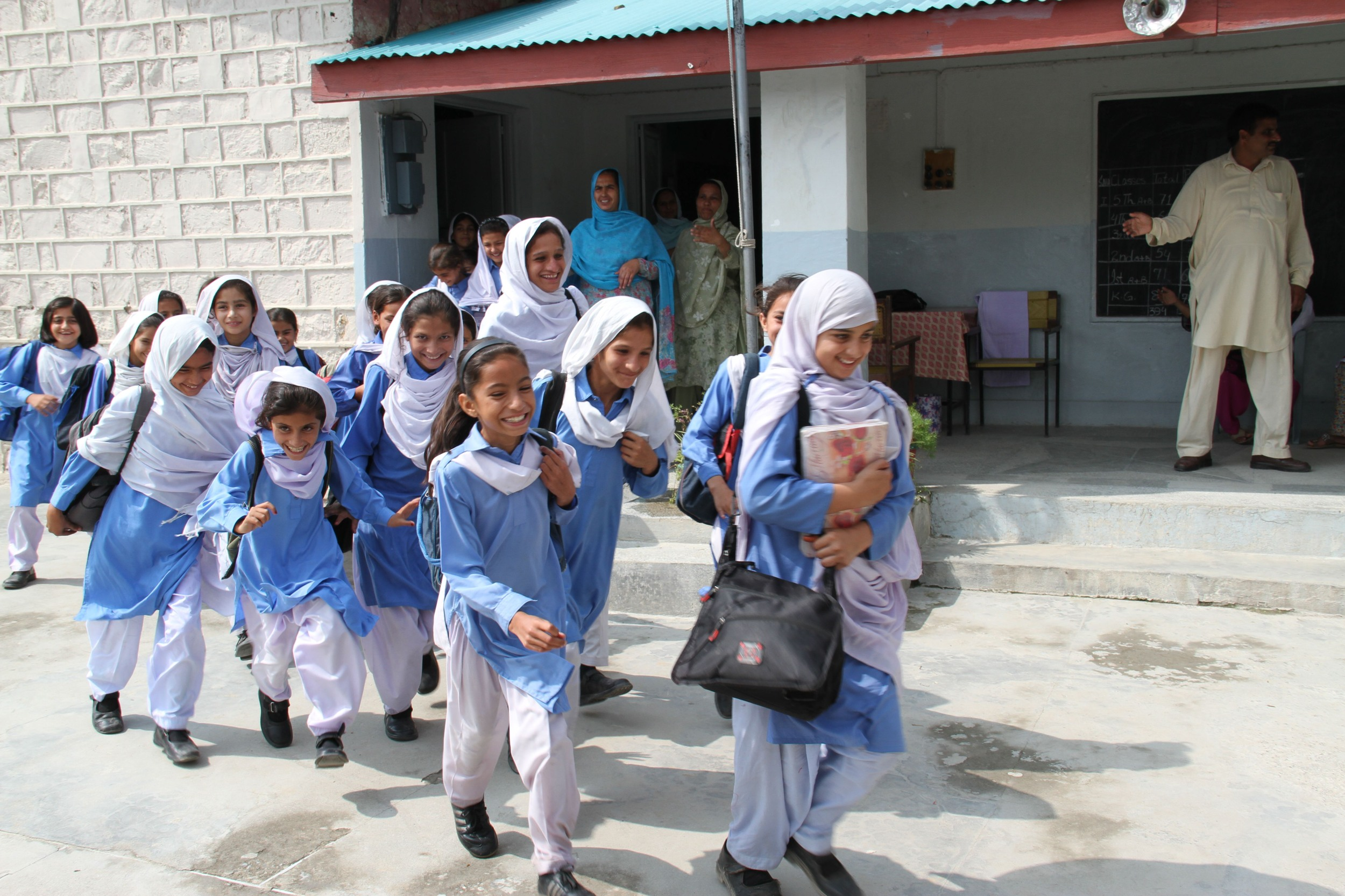
Pakisztáni lányok a szalvár-kamízban

A szalvárkamíz  vagy más átírásokban szalvár-kamíz, salvár-kamíz (urdu: شلوار قمیض) szalvár-kamídzs (hindi: सलवार कमीज़), szalvár kamísz stb. (angol: salwar kameez, illetve shalwar kameez) Dél-Ázsiában  és Közép-Ázsiában  hordott hagyományos ruhanemű. A szalvár egy lenge nadrág és a kamíz egy hosszú felső.
Ez a mindennapi viselete a régióban elő férfiaknak és nőknek is egyaránt. Viselete elterjedt Pakisztánban, Indiában, Bangladesben, Afganisztánban is. Néhány változatát „pandzsábi ruhának” hívják, Pandzsáb régió neve után.

## Etimológia
szalvár
A nadrág vagy szalvár, a pandzsábi nyelvben (ਸਲਵਾਰ ਕਮੀਜ਼), a gudzsarátiban salvár (શલવાર કમીઝ), az urdu (شلوار قمیض salvár kamíz) és hindi nyelvben (शल्वर क़मीज़) pedig shalwar-ként használatos. A szó a perzsa (شلوار salvár) és arab (سروال - szirvál) szavakból ered, ami nadrágot jelent. A szavakban – az adaptációs folyamat következtében – megfigyelhető a ل és a ر betűk felcserélődése.
kamíz
A kamíz nevű felső rész nevét az arab qamis szóból származtatják. Két fő elmélet létezik a szó eredetéről: 
1. Az arab kamísz a latin camisia (ing) szóból származik
2. A középkori latin camisia szót a későbbi klasszikus görögön keresztül kölcsönözte a nyugati sémi “qmṣ” (ruházat) alapból. Mindkettő a héber קמץ qmṣ (fog, összefog valaki kezével) igével kapcsolatos.

## A ruha jellemzése
A salwar egy lenge, pizsamaszerű nadrág, amely a lábszárán bő és az alja felé vékonyodik. A salwarnak plisszírozott dereka van és egy zsinórral vagy elasztikus övvel kell összefogni. Ez a fajta nadrág elég szélesre, lazára lehet varrva vagy szintén lehet egyenesre az oldalán. Manapság churidarként is ismert.

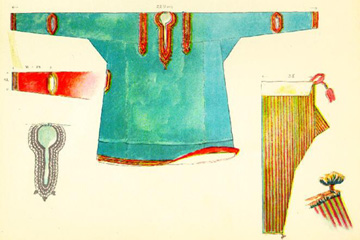
Régi szabásminta

A kameez egy hosszú ing vagy tunika. Az oldalvarrások (chaak) a derékvonalig szabadon vannak hagyva, ami nagyobb mozgásszabadságot ad a hordójának. A kameez általában egyenes szabású, a régebbiek a hagyományos szabás szerint varrták (mint ahogy az ábrán is látható). A modern kameeznek bevarrt ujja van, európai minta szerint. A szabó ízlése és ügyessége a nyakvonal alakjában és a kameez díszítésében mutatkozik meg.
Ha egy nő viseli a shalwar kameez-t, akkor általában egy dupattának nevezett kendőt vagy sálat is hord a fején vagy a nyaka körül. Egy muzulmán nő számára a dupatta egy kevésbé fontos tartozék a csador vagy burka mellé. Egy hindu nőnek viszont (főleg  az észak-indiaiaknak, ahol a salwar kameez a legelterjedtebb) a dupatta egy nagyon fontos kellék, ha egy templomba érve vagy egy idősebb férfi előtt be kell takarnia a fejét. A többi nő számára a dupatta egy stílusos kiegészítőként szolgál, ami egy vállon áttéve, mellkason keresztül vagy két vállat beborítva hordható.
A salwar kameez modern női változatai kevésbé egyszerűek mint a hagyományosak. Megtalálhatóak mély dekoltázzsal, átlátszó anyagokkal kombinálva, ujjatlan vagy harangujjú mintára szabva is. A félig átlátszó kameez viselésekor (leginkább partik alkalmából) a nők cholit vagy rövid topot vesznek fel alá.

## Története
Úgy vélik, hogy ez a ruházat a közép-ázsiai török-iráni lovasoktól származik. Néhányuk áttért az iszlám vallásra és a 12-ik századtól kezdve, több támadássorozat után, megalapították az iszlám török-iráni uralmat, a Delhi Szultanátust és később a Mogul Birodalmat, ami tovább ért Észak-Indián és Pakisztánon. Eleinte a muszlim nők viselték, használata fokozatosan elterjedt, és regionális stílussá vált, különösen a történelmi Pandzsáb régióban.
Manapság ez a ruházat már nem áll összeköttetésben az iszlámmal, ugyanis különféle vallású emberek közt használatos. Igaz hogy a dupatta-t, vagy fátyolt, sok nő csak kiegészítőként használja, ám hidzsabként (vagyis muzulmán fejfedőként) vagy hindu női vallási kellékként is hordható.